# Йоганнес Гране
Йоганнес Габріель Гране (Гавриїл Іванович Гране; фін. Johannes Gabriel Granö; 14 березня 1882 — 23 лютого 1956) — фінський географ, професор, дослідник Сибіру та Монголії. Він також відомий завдяки дослідженням з ландшафтної географії. Гране був професором в університетах Тарту, Гельсінкі та Турку.

## Біографія
Йоганнес Габріель Гране народився 14 березня 1882 року у місті Лапуа Західної Фінляндії у сім'ї пастора й археолога-аматора. У 1885—1891 роках жив в Омську, де його батько служив священником фінської громади. У 1892—1900 роках навчався у Північній Фінляндії у містах Торніо й Оулу.
З 1900 року вивчав ботаніку в Гельсінському університеті, але потім перейшов на географічний факультет. Його другорядними предметами були біологія та геологія. Як студент, він проводив свої канікули в Омську у свого батька. Там Гране робив нотатки, і у 1905 році вийшла його перша наукова публікація «Siperian suomalaiset siirtolat» про фінські колонії у Сибіру.
Гране отримував стипендії від Фіно-угорського товариства, і здійснив три дослідницькі поїздки Північною Монголією, Алтаєм і Саянами у 1906, 1907 та 1909 роках відповідно. Свої дослідження він присвятив переважно впливу Льодовикової ери на морфологію гір.
Гране став професором Тартуського університету у 1919 році. Він заснував кафедру й організував викладання естонською мовою. У 1923 році його запросили до Гельсінського університету на посаду професора та редактора Атласу Фінляндії. Невдовзі його попросили переїхати до Турки, де було засновано фінський університет. Там він навіть мав достатньо часу для своїх досліджень. З 1932 до 1934 рік Гране працював ректором університету Турку.
Гране розробив концепцію «чистої географії». Він створив робочу методологію для визначення та класифікації ландшафтів не тільки на основі геоморфології, але також з урахуванням водойм, рослинності й антропогенного впливу.
Чимало робіт Гране опубліковано у Німеччині, і, таким чином, він здобув популярність у німецькомовних країнах. Тільки під час Першої Світової війни він опублікував кілька робіт французькою.
Фотографії, зроблені Гране під час його польових досліджень в Алтайських горах, серед колоній фінських поселенців у Сибіру, у степах Західного Сибіру та Монголії, зокрема, з метою вивчення мешканців цих областей, подарували товариству фінської літератури, та частина з них була представлена на виставці у художньому музеї Гельсінкі у 2002 році.
Гране помер 23 лютого 1956 року в одній із лікарень міста Гельсінкі. Його тіло кремували. Прах похований на цвинтарі Гієтаніємі.

## Пам'ять
Астероїд (1451) Гране названий на його честь. Його ім'я також носить льодовик в алтайському масиві Таван-Богдо-Ула. Центр кооперації університету Турку та Тартуський університет отримав назву Центр Гране.

## Твори
- Pure Geography, 1929, translation in English 1997[11].
- Altai I—II, 1919—1921, з фотографіями за автором, republished в 1993. Translations in Swedish and Russian[12].
- Beiträge zur Kenntnis der Eiszeit in der nordwestlichen Mongolei und einigen ihrer südsibirischen Grenzgebirge (doctors thesis 1910)
- Die Nordwest-Mongolei («Zeitschrift der Gesellschaft für Erdkunde», 1912)
- Morphologische Forschungen im östlichen Altai («Zeitschrift der Gesellschaft für Erdkunde», 1914)
- Les formas du relief dans l'Altai russe et leur genése («Fennia», 1917)
- Die landschaftlischen Einheiten Estlands (1922)
- Die geographischen Gebiete Finnlands (1931)
- Mongolische Landschaften und Örtlichkeiten (1941)
- Das Formengebäude des nord-östlischen Altai (1945)